# Верхний Биткул
Верхний Биткул — река в России, протекает в Александровском районе Оренбургской области. Устье реки находится в 7,4 км по левому берегу реки Биткул, в окрестностях села Михайловка. Длина реки составляет 11 км. Имеет левый приток — Мокринка.

## Данные водного реестра
По данным государственного водного реестра России относится к Нижневолжскому бассейновому округу, водохозяйственный участок реки — Самара от Сорочинского гидроузла до водомерного поста у села Елшанка. Речной бассейн реки — Волга от верховий Куйбышевского вдхр. до впадения в Каспий.
Код объекта в государственном водном реестре — 11010001012112100006808.